# Пядь земли (фильм)
«Пядь земли» — советский художественный фильм, снятый по мотивам одноимённой повести Григория Бакланова режиссёрами Андреем Смирновым и Борисом Яшиным на киностудии «Мосфильм» в 1964 году.

## Сюжет
Фильм о военном лете 1944 года. Группа из нескольких орудийных расчётов защищает крохотный плацдарм на правом берегу Днестра.
Судьбы главных героев: фронтовика-комбата Бабина, юного лейтенанта Мотовилова, медсестры Риты Тамашовой и рядовых-артиллеристов, солдат, среди которых храбрые люди, малодушные и подлецы, незамеченные герои, показаны в обстановке нескольких часов мирной жизни перед очередной яростной атакой противника, после которой не все останутся в живых.

## В ролях
- Александр Збруев — Александр Мотовилов, лейтенант
- Евгений Урбанский — капитан Алексей Бабин, командир батальона
- Эллия Суханова — Рита Тамашова
- Сергей Курилов — капитан Брыль, замполит
- Михаил Воронцов — старший лейтенант Афанасий Маклецов, командир второй роты
- Светлана Живанкова — Муся
- Александр Титов — Шумилин, пожилой солдат-связист
- Владимир Шибанков — солдат с искалеченным пальцем (озвучил Юрий Саранцев)
- Виктор Сускин — Саенко
- Юрий Киреев — солдат с письмом
- Анатолий Голик — Мезенцев
- Александр Петров — Панченко, ординарец
- Виктор Сергачёв — старший лейтенант
- Валериан Казанский — эпизод
- Олег Форостенко — Васин
- Валерий Денисов — лейтенант Никольский
- Леонид Чубаров — Синюков (в титрах — А.Чубаров)
- Алексей Зайцев — Коханюк
- Николай Бармин — старший лейтенант, командир разведки
- Алексей Бахарь — сержант Генералов, командир отделения разведки
- Юрий Дубровин — ефрейтор Фроликов, шахматист, ординарец комбата Бабина
- Юрий Волынцев — капитан Яценко, командир дивизиона
- Лев Дуров — сержант
- Иван Косых — старший лейтенант
- Борис Гитин — Верещaка, связной командира дивизиона
- Николай Губенко — раненый минометчик
- Виктор Павлов — связной третьей роты, малограмотный (нет в титрах)
- Хайнц Браун — пленный немецкий офицер (нет в титрах)

Костюмы к фильму сделаны по рисункам художника Валентина Перелётова.

## Критика
Ретроспективно в 2023 году киновед Сергей Кудрявцев, оценивая фильмы режиссёра Бориса Яшина, поставил фильм вторым в числе его лучших работ, оценив на 8 из 10 баллов.